# Lodovico Grossi da Viadana
Lodovico Grossi, anche Lodovico da Viadana, O.F.M.Obs. (Viadana, 1564 – Gualtieri, 2 maggio 1627), è stato un francescano e compositore italiano.

## Biografia
Ludovico Grossi nacque a Viadana, un borgo del Ducato di Mantova. In seguito al suo ingresso nell'ordine dei frati minori osservanti, assunse il nome di Ludovico da Viadana, rinunciando alla dichiarazione del casato d'origine e indicando solo il nome e la patria, come voleva la consuetudine. Forse studiò con Costanzo Porta, ma non esiste ancora una documentazione al riguardo. Nel 1589 pubblicò a Venezia le Canzonette, sua prima produzione musicale dedicata al principe Alessandro I Pico della Mirandola. Divenne maestro del coro della cattedrale di Mantova prima del gennaio 1594. Nel 1597 si trasferì a Roma, dove rimase per qualche anno. Ebbe poi vari incarichi come maestro di cappella: presso il convento di San Luca a Cremona (1602), presso la cattedrale di Concordia, nei pressi di Portogruaro (dal 16 novembre 1608 fino ad aprile-maggio 1609) e successivamente al duomo di Fano (dal 1610 sino al marzo 1612). Per tre anni, dal 1614 al 1617, fu responsabile del suo ordine religioso per l'intera provincia di Bologna che in quel tempo comprendeva Ferrara, Mantova e Piacenza. Nel 1623, a causa dei rapporti difficili con i suoi confratelli, si spostò a Busseto, e poi al convento di Sant'Andrea a Gualtieri, vicino a Parma (oggi provincia di Reggio Emilia), dove morì il 2 maggio 1627.

## Stile
Viadana sviluppò il basso continuo, sebbene forme come il "basso seguente" o "basso figurato" fossero già in uso; fu comunque il primo a utilizzarlo regolarmente, con funzione di sostegno armonico (o sostituzione) delle voci, nei suoi celebri Cento concerti con il basso continuo, pubblicati a Venezia nel 1602.
Egli compose principalmente musica sacra: messe, salmi, magnificat, mottetti e lamentazioni; fra le lamentazioni si annoverano le Lamentationes Hieremiae Prophetae e i Responsoria a quattro voci (1604), rispettivamente ventiduesimo e ventitreesimo numero d'opus del catalogo del compositore. Le sue prime composizioni sono ancora legate al linguaggio della musica rinascimentale, in cui utilizza lo stile polifonico. La sua pubblicazione del 1602 segnò l'esordio della tecnica del concertato su basso continuo, confluente più tardi nello stile monodico, impiegato da Viadana specialmente nelle ultime composizioni e in alcuni salmi. Nel campo della musica profana la produzione di Viadana consta di due libri di canzoni (uno a tre e uno a quattro voci) e uno di pezzi strumentali ("sinfonie musicali" ad otto voci).
La musica di Viadana ebbe influenza sia in Italia che all'estero, soprattutto Francia e Germania, e in particolare su compositori come Michael Praetorius, Johann Hermann Schein ed Heinrich Schütz. Per merito suo il concertato si diffuse in Germania dove venne poi sviluppato all'inizio del XVII secolo.